# Zyprische Fußballnationalmannschaft (U-17-Junioren)
Die zyprische U-17-Fußballnationalmannschaft ist eine Auswahlmannschaft zyprischer Fußballspieler. Sie unterliegt der Cyprus Football Association und repräsentiert sie international auf U-17-Ebene, etwa in Freundschaftsspielen gegen die Auswahlmannschaften anderer nationaler Verbände, bei U-17-Europameisterschaften und U-17-Weltmeisterschaften.
Die Mannschaft qualifizierte sich 1990 für die Europameisterschaft und war 1992 als Gastgeber automatisch qualifiziert, wobei sie jeweils in der Vorrunde ausschied. Für eine Weltmeisterschaft konnte sie sich bislang nicht qualifizieren.

## Teilnahme an U-17-Weltmeisterschaften
(Bis 1989 U-16-Weltmeisterschaft)
| 1985 | nicht qualifiziert |
| 1987 | nicht qualifiziert |
| 1989 | nicht qualifiziert |
| 1991 | nicht qualifiziert |
| 1993 | nicht qualifiziert |
| 1995 | nicht qualifiziert |
| 1997 | nicht qualifiziert |
| 1999 | nicht qualifiziert |
| 2001 | nicht qualifiziert |
| 2003 | nicht qualifiziert |
| 2005 | nicht qualifiziert |
| 2007 | nicht qualifiziert |
| 2009 | nicht qualifiziert |
| 2011 | nicht qualifiziert |
| 2013 | nicht qualifiziert |
| 2015 | nicht qualifiziert |
| 2017 | nicht qualifiziert |
| 2019 | nicht qualifiziert |
| 2023 | nicht qualifiziert |

## Teilnahme an U-17-Europameisterschaften
(Bis 2001 U-16-Europameisterschaft)
| 1982 | nicht qualifiziert |
| 1984 | nicht qualifiziert |
| 1985 | nicht qualifiziert |
| 1986 | nicht qualifiziert |
| 1987 | nicht qualifiziert |
| 1988 | nicht qualifiziert |
| 1989 | nicht qualifiziert |
| 1990 | Vorrunde           |
| 1991 | nicht qualifiziert |
| 1992 | Vorrunde           |
| 1993 | nicht qualifiziert |
| 1994 | nicht qualifiziert |
| 1995 | nicht qualifiziert |
| 1996 | nicht qualifiziert |
| 1997 | nicht qualifiziert |
| 1998 | nicht qualifiziert |
| 1999 | nicht qualifiziert |
| 2000 | nicht qualifiziert |
| 2001 | nicht qualifiziert |
| 2002 | nicht qualifiziert |
| 2003 | nicht qualifiziert |
| 2004 | nicht qualifiziert |
| 2005 | nicht qualifiziert |
| 2006 | nicht qualifiziert |
| 2007 | nicht qualifiziert |
| 2008 | nicht qualifiziert |
| 2009 | nicht qualifiziert |
| 2010 | nicht qualifiziert |
| 2011 | nicht qualifiziert |
| 2012 | nicht qualifiziert |
| 2013 | nicht qualifiziert |
| 2014 | nicht qualifiziert |
| 2015 | nicht qualifiziert |
| 2016 | nicht qualifiziert |
| 2017 | nicht qualifiziert |
| 2018 | nicht qualifiziert |
| 2019 | nicht qualifiziert |
| 2022 | nicht qualifiziert |
| 2023 | nicht qualifiziert |
| 2024 | Vorrunde           |